# Перманент
Пермане́нт в математике — числовая функция, определённая на множестве всех матриц; для квадратных матриц похожа на детерминант, и отличается от него лишь в том, что в разложении на перестановки (или на миноры) берутся не чередующиеся знаки, а все плюсы. В отличие от детерминанта, определение перманента расширено и на неквадратные матрицы.
В литературе для обозначения перманента обычно используется одна из следующих нотаций: {\displaystyle \mathrm {Per} (A)}, {\displaystyle \mathrm {per} A} или {\displaystyle \mathrm {perm} A}.

## Определение

### Перманент квадратной матрицы
Пусть {\displaystyle A} — квадратная матрица размера {\displaystyle n\times n}, элементы {\displaystyle a_{i,j}} которой принадлежат некоторому полю {\displaystyle K}.
Перманентом матрицы {\displaystyle A} называется число:
{\displaystyle \mathrm {Per} (A)=\sum _{\pi \in S_{n}}\prod _{i=1}^{n}a_{i,\pi _{i}}=\sum _{\pi \in S_{n}}a_{1,\pi _{1}}a_{2,\pi _{2}}\cdots a_{n,\pi _{n}}},
где сумма берётся по всем перестановкам {\displaystyle \pi } чисел от 1 до {\displaystyle n}.
Например, для матрицы размера {\displaystyle 2\times 2}:
{\displaystyle \mathrm {Per} {\begin{pmatrix}a&b\\c&d\end{pmatrix}}=ad+bc}.
Это определение отличается от аналогичного определения детерминанта лишь тем, что в детерминанте некоторые члены суммы имеют отрицательный знак, в зависимости от знака перестановки {\displaystyle \pi }.

### Перманент прямоугольной матрицы
Понятие перманента иногда расширяют на случай произвольной прямоугольной матрицы {\displaystyle A} размера {\displaystyle m\times n} следующим способом. Если {\displaystyle m<n}, то:
{\displaystyle \mathrm {Per} (A)=\sum _{\pi }\prod _{i=1}^{m}a_{i,\pi _{i}}},
где сумма берётся по всем {\displaystyle m}-элементным размещениям из множества чисел от 1 до {\displaystyle n}.
Если же {\displaystyle m>n}, то:
{\displaystyle \mathrm {Per} (A)=\mathrm {Per} (A^{T})}.
Или, что эквивалентно, перманент прямоугольной матрицы можно определить как сумму перманентов всех её квадратных подматриц порядка {\displaystyle \min\{\,n,m\,\}}.

## Свойства
Перманент любой диагональной или треугольной матрицы равен произведению элементов на её диагонали. В частности, перманент нулевой матрицы равен нулю, а перманент единичной матрицы — единице.
Перманент не изменяется при транспонировании: {\displaystyle \mathrm {Per} (A^{T})=\mathrm {Per} (A)}. В отличие от детерминанта, перманент матрицы не изменяется от перестановки строк или столбцов матрицы.
Перманент является линейной функцией от строк (или столбцов) матрицы, то есть:
- если умножить любую одну строку (столбец) на некоторое число {\displaystyle c}, то и значение перманента увеличится в {\displaystyle c} раз;
- перманент суммы двух матриц, отличающихся лишь одной строкой (столбцом), равен сумме их перманентов.

Аналог разложения Лапласа по первой строке матрицы для перманента:
{\displaystyle \mathrm {Per} (A)=\sum _{j=1}^{n}a_{1,j}B_{1,j}},
где {\displaystyle B_{i,j}} — перманент матрицы, получающейся из {\displaystyle A} удалением {\displaystyle i}-й строки и {\displaystyle j}-го столбца.
Так, например, для матрицы размера {\displaystyle 3\times 3}, имеет место:
{\displaystyle \mathrm {Per} {\begin{pmatrix}a_{11}&a_{12}&a_{13}\\a_{21}&a_{22}&a_{23}\\a_{31}&a_{32}&a_{33}\end{pmatrix}}=a_{11}\mathrm {Per} {\begin{pmatrix}a_{22}&a_{23}\\a_{32}&a_{33}\end{pmatrix}}+a_{12}\mathrm {Per} {\begin{pmatrix}a_{21}&a_{23}\\a_{31}&a_{33}\end{pmatrix}}+a_{13}\mathrm {Per} {\begin{pmatrix}a_{21}&a_{22}\\a_{31}&a_{32}\end{pmatrix}}}.
Перманент матрицы порядка {\displaystyle n} — однородная функция порядка {\displaystyle n}:
{\displaystyle \mathrm {Per} (c\cdot A)=c^{n}\cdot \mathrm {Per} (A)}, где {\displaystyle c\in K} — скаляр.
Если {\displaystyle P} — перестановочная матрица, то:
{\displaystyle \mathrm {Per} (P)=1};
{\displaystyle \mathrm {Per} (AP)=\mathrm {Per} (PA)=\mathrm {Per} (A)} для любой матрицы {\displaystyle A} того же порядка.
Если матрица {\displaystyle A} состоит из неотрицательных действительных чисел, то {\displaystyle \mathrm {Per} (A)\geqslant \det A}.
Если {\displaystyle A} и {\displaystyle B} — две верхние (или нижние) треугольные матрицы, то:
{\displaystyle \mathrm {Per} (AB)=\mathrm {Per} (BA)=\mathrm {Per} (A)\cdot \mathrm {Per} (B)},
(в общем случае равенство не выполняется для произвольных {\displaystyle A} и {\displaystyle B}, в отличие от аналогичного свойства детерминантов).
Перманент дважды стохастической матрицы порядка {\displaystyle n} не менее, чем {\displaystyle n!/n^{n}} (гипотеза ван дер Вардена, доказанная в 1980 году).

## Вычисление перманента
В отличие от детерминанта, который может быть легко вычислен, например методом Гаусса, вычисление перманента является очень трудоёмкой вычислительной задачей, относящейся к классу сложности #P-полных задач. Она остаётся #P-полной даже для матриц, состоящих лишь из нулей и единиц.
В настоящее время[уточнить] неизвестен алгоритм решения таких задач за полиномиальное от размера матрицы время. Существование подобного полиномиального алгоритма было бы даже более сильным утверждением, чем знаменитое P=NP.
В декабре 2012 четыре независимые группы исследователей предложили прототип квантового фотонного устройства, вычисляющего перманент матрицы.

### Формула Райзера
Вычисление перманента по определению обладает сложностью {\displaystyle O(n!)} (или даже {\displaystyle O(n\cdot n!)} при «грубой» реализации). Оценку можно значительно улучшить, воспользовавшись формулой Райзера:
{\displaystyle \mathrm {Per} (A)=(-1)^{n}\sum _{S\subseteq \{1,\dots ,n\}}(-1)^{|S|}\prod _{i=1}^{n}\sum _{j\in S}a_{ij}},
с ней перманент может быть вычислен за время {\displaystyle O(2^{n}n^{2})} или даже {\displaystyle O(2^{n}n)}, если перечислять подмножества по коду Грея.

## Приложения
Перманент практически не используется в линейной алгебре, но находит применение в дискретной математике и комбинаторике.
Перманент матрицы {\displaystyle A}, состоящей из нулей и единиц, можно интерпретировать, как число полных паросочетаний в двудольном графе с матрицей смежности {\displaystyle A} (то есть ребро между {\displaystyle i}-й вершиной одной доли и {\displaystyle j}-й вершиной другой доли существует, если {\displaystyle a_{ij}=1}).
Перманент произвольной матрицы можно рассматривать как сумму весов всех полных паросочетаний в полном двудольном графе, где под весом паросочетания понимается произведение весов его рёбер, а веса рёбер записаны в элементах матрицы смежности {\displaystyle A}.
Кроме того, перманент матрицы {\displaystyle A} размера {\displaystyle n}x{\displaystyle n}, состоящей из одних единиц, можно интерпретировать, как число способов размещения {\displaystyle n} неатакующих друг друга ладей на шахматной доске размера {\displaystyle n}x{\displaystyle n}.